# Maximilian Wittek
Maximilian Wittek (Frisinga, 21 agosto 1995) è un calciatore tedesco, difensore del Bochum.

## Caratteristiche tecniche
È un terzino sinistro.

## Carriera

### Nazionale
Nel 2015 è stato convocato dalla nazionale Under-20 tedesca per disputare i Mondiali di categoria.

## Statistiche

### Presenze e reti nei club
Statistiche aggiornate al 3 agosto 2025.
| Stagione              | Squadra               | Campionato            | Campionato | Campionato | Coppe nazionali | Coppe nazionali | Coppe nazionali | Coppe continentali | Coppe continentali | Coppe continentali | Altre coppe | Altre coppe | Altre coppe | Totale | Totale |
| Stagione              | Squadra               | Comp                  | Pres       | Reti       | Comp            | Pres            | Reti            | Comp               | Pres               | Reti               | Comp        | Pres        | Reti        | Pres   | Reti   |
| --------------------- | --------------------- | --------------------- | ---------- | ---------- | --------------- | --------------- | --------------- | ------------------ | ------------------ | ------------------ | ----------- | ----------- | ----------- | ------ | ------ |
| 2014-2015             | Monaco 1860           | 2.BL                  | 20+2       | 1          | CG              | 0               | 0               | -                  | -                  | -                  | -           | -           | -           | 22     | 1      |
| 2015-2016             | Monaco 1860           | 2.BL                  | 27         | 0          | CG              | 3               | 0               | -                  | -                  | -                  | -           | -           | -           | 30     | 0      |
| 2016-2017             | Monaco 1860           | 2.BL                  | 25+1       | 0          | CG              | 0               | 0               | -                  | -                  | -                  | -           | -           | -           | 26     | 0      |
| Totale Monaco 1860    | Totale Monaco 1860    | Totale Monaco 1860    | 72+3       | 1          |                 | 3               | 0               |                    | -                  | -                  |             | -           | -           | 78     | 1      |
| 2017-2018             | Greuther Fürth        | 2.BL                  | 33         | 4          | CG              | 2               | 0               | -                  | -                  | -                  | -           | -           | -           | 35     | 4      |
| 2018-2019             | Greuther Fürth        | 2.BL                  | 23         | 0          | CG              | 1               | 0               | -                  | -                  | -                  | -           | -           | -           | 24     | 0      |
| 2019-2020             | Greuther Fürth        | 2.BL                  | 28         | 1          | CG              | 1               | 0               | -                  | -                  | -                  | -           | -           | -           | 29     | 1      |
| Totale Greuther Furth | Totale Greuther Furth | Totale Greuther Furth | 84         | 5          |                 | 4               | 0               |                    | -                  | -                  |             | -           | -           | 88     | 5      |
| 2020-2021             | Vitesse               | E                     | 32         | 1          | CO              | 5               | 0               | -                  | -                  | -                  | -           | -           | -           | 37     | 1      |
| 2021-2022             | Vitesse               | E                     | 25         | 0          | CO              | 3               | 0               | UECL               | 14                 | 5                  | -           | -           | -           | 42     | 5      |
| 2022-2023             | Vitesse               | E                     | 31         | 3          | CO              | 0               | 0               | -                  | -                  | -                  | -           | -           | -           | 31     | 3      |
| ago 2023              | Vitesse               | E                     | 1          | 0          | CO              | 0               | 0               |                    |                    |                    |             |             |             | 1      | 0      |
| Totale Vitesse        | Totale Vitesse        | Totale Vitesse        | 89         | 4          |                 | 8               | 0               |                    | 14                 | 5                  |             | -           | -           | 111    | 9      |
| ago. 2023-2024        | Bochum                | BL                    | 23         | 3          | CG              | 0               | 0               |                    |                    |                    |             |             |             | 23     | 3      |
| 2024-2025             | Bochum                | BL                    | 33         | 0          | CG              | 1               | 0               |                    |                    |                    |             |             |             | 34     | 0      |
| 2025-2026             | Bochum                | 2.BL                  | 1          | 0          | CG              | 0               | 0               |                    |                    |                    |             |             |             | 1      | 0      |
| Totale Bochum         | Totale Bochum         | Totale Bochum         | 57         | 3          |                 | 1               | 0               |                    | -                  | -                  |             | -           | -           | 58     | 3      |
| Totale carriera       | Totale carriera       | Totale carriera       | 302        | 13         |                 | 16              | 0               |                    | 14                 | 5                  |             | -           | -           | 332    | 18     |